# Bugenvilija
Bugenvilija (bugenvila, bugenvileja; lat. Bougainvillea) rod grmastih penjačica iz porodice noćurkovki porijeklom iz Južne Amerike. Latinski naziv roda Bougainvillea dan je u čast francuskom pomorcu Louis-Antoine de Bougainvilleu (1729. – 1811.) koji je u 18. stoljeću oplovio svijet te iz Brazila donio bugenvile. 

## Opis
Imaju bodlje koje im u prirodi služe za pridržavanje među granama drugog drveća. Odgovara joj sunčano podneblje i kod nas uspijeva bolje uz more i u južnijim predjelima. Za biljke koje su na otvorenom pri temperaturama manjim od 2 °C potrebno ju je zaštiti suhom travom. Na temperaturama manjim od 12 °C će vjerojatno izgubiti lišće. Za biljke koje su u loncu (biljka dobro podnosi "manji" lonac i lako "trpi" sputano korijenje.  

## Vrste
1. Bougainvillea berberidifolia Heimerl
2. Bougainvillea buttiana Holttum & Standl.
3. Bougainvillea campanulata Heimerl
4. Bougainvillea glabra Choisy
5. Bougainvillea herzogiana Heimerl
6. Bougainvillea infesta Griseb.
7. Bougainvillea lehmanniana Heimerl
8. Bougainvillea lehmannii Heimerl
9. Bougainvillea malmeana Heimerl
10. Bougainvillea modesta Heimerl
11. Bougainvillea pachyphylla Heimerl ex Standl.
12. Bougainvillea peruviana Bonpl.
13. Bougainvillea pomacea Choisy
14. Bougainvillea praecox Griseb.
15. Bougainvillea spectabilis Willd.
16. Bougainvillea spinosa (Cav.) Heimerl
17. Bougainvillea stipitata Griseb.
18. Bougainvillea trollii Heimerl

## Vanjske poveznice
- Bougainvillea  Arhivirana inačica izvorne stranice od 3. studenoga 2019. (Wayback Machine)
- Plantea.com Bugenvilija